# Erich Robert Prölss
Erich Robert Prölss (* 21. November 1907 in Aachen; † 11. Januar 1969 in Tegernsee) war ein deutscher Versicherungsjurist.

## Werdegang
Nach dem Abitur in Hamburg 1925 schloss Prölss, Sohn des Mathematikers Otto Prölss, ein Studium der Rechtswissenschaft ab. Nach einer transportrechtlichen Dissertation bestand er 1931 das Assessor-Examen. Bis 1933 war er in der Rechtsabteilung der Schleswig-Holstein. Landesbrandkasse Kiel und anschließend bis 1937 als Rechtsanwalt in einer Hamburger Anwaltssozietät tätig, wo er sich weiter auf dem Gebiet des Versicherungsrechts spezialisierte. 1938 wurde er in den Vorstand der Bayerischen Rückversicherung berufen, dessen Vorsitz er 1956 als Generaldirektor übernahm. Zudem war er zeitweise Aufsichtsratsvorsitzender der Isar Lebensversicherung, die später nach mehreren Fusionen in der Allianz Lebensversicherung aufging.
Prölss war Verfasser je eines Gesetzeskommentares für das Versicherungsvertragsgesetz sowie das Versicherungsaufsichtsgesetz, die er bis zu seinem Tod mehrfach aktualisierte und die anschließend von mehreren Autoren – darunter sein Sohn Jürgen Prölss – weitergeführt wurden.
Prölss erhielt 1962 den Bayerischen Verdienstorden und wurde 1965 Honorarprofessor für Versicherungsrecht an der Universität Hamburg.

## Schriften (Auswahl)
- Probleme des Haftpflichtversicherungsrechts. Berlin-Dahlem 1937, OCLC 717101394.
- Versicherungsvertrags-Gesetz. München 1940, OCLC 258280545.
- Zwischenstaatliches Rückversicherungsrecht. Rostock 1942, OCLC 634176365.
- Bundesaufsichtsgesetz. Bundesgesetz über die Errichtung eines Bundesaufsichtsamtes für das Versicherungs- und Bausparwesen. München 1953, OCLC 80965977.